# Гуманітарна катастрофа

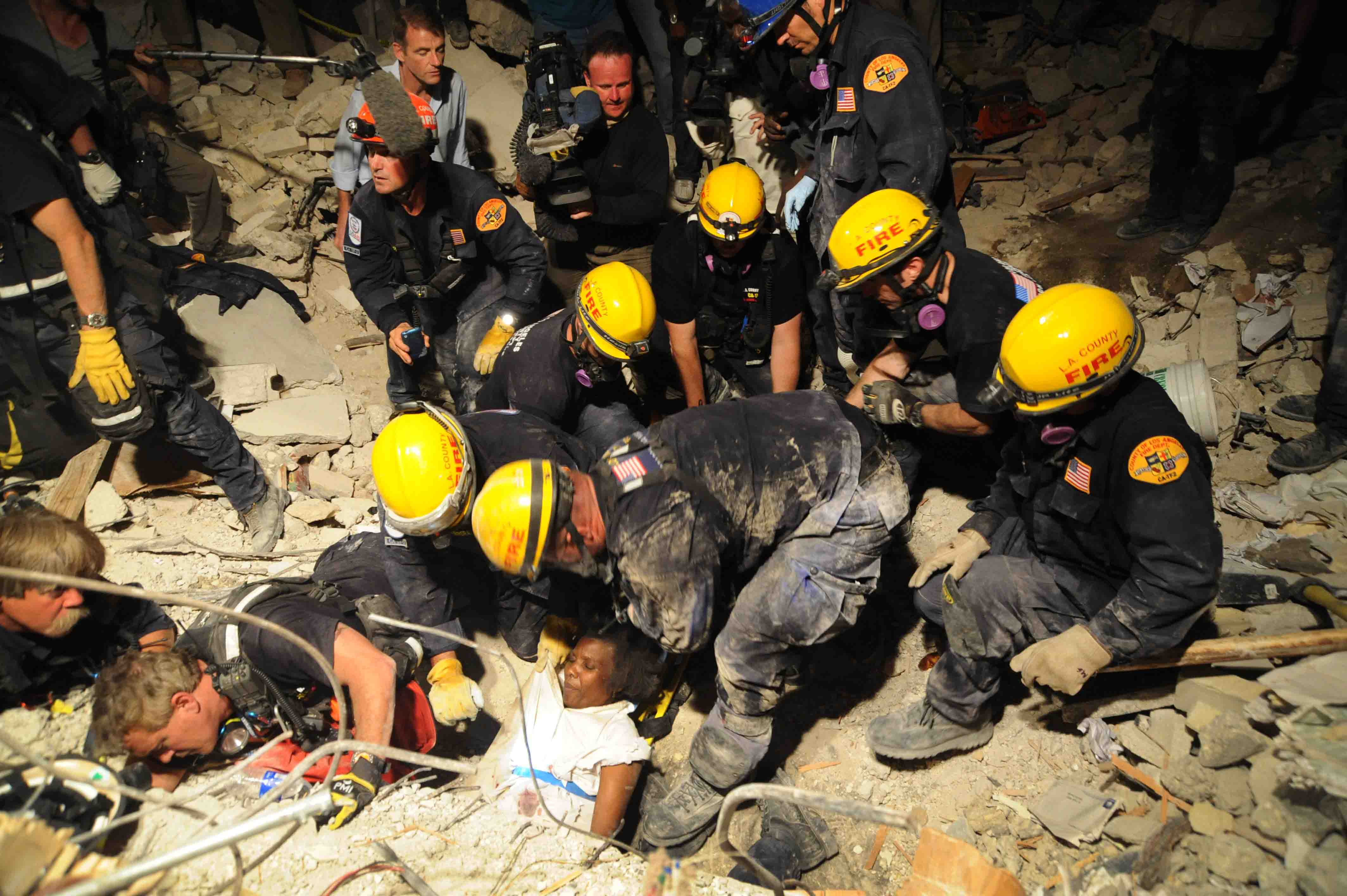
Рятівники дістають жінку з-під завалів після землетрусу на Гаїті

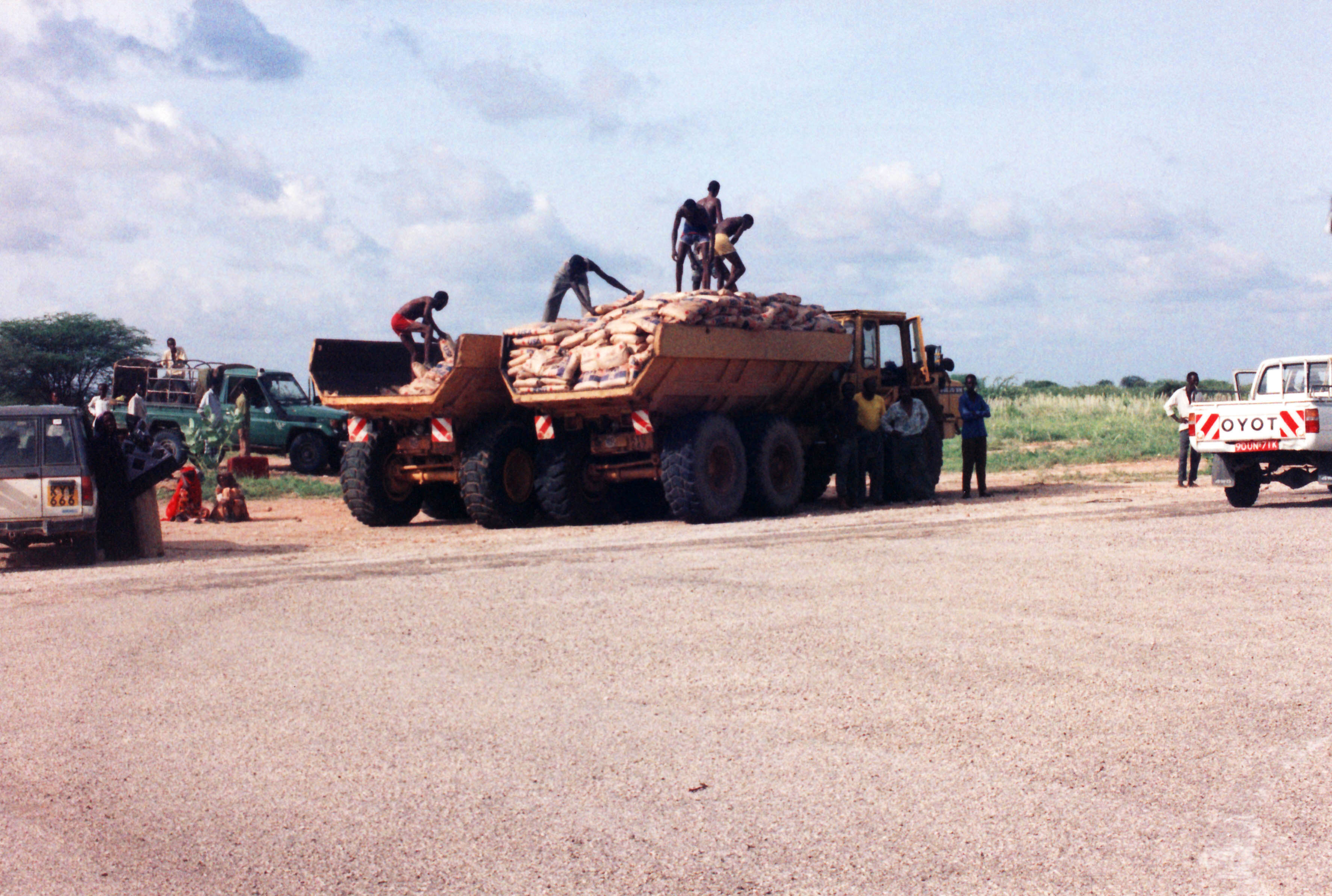
Міжнародна гуманітарна допомога надійшла до Кенії

Гуманітарна катастрофа — важкооборотне явище, що виникає в результаті наслідків воєнних дій, природних катаклізмів, економічної блокади чи політичних рішень і спричиняє людські жертви переважно серед мирного населення.

## Ознаки
Гуманітарна катастрофа несе загрозу знищення населення певної території або всього суспільства в результаті міграцій, голоду, втрати моральних орієнтирів, епідемій і насильства відносно мирного населення. Характеризується підвищеною смертністю та епідеміями через відсутність питної води, їжі, медичної допомоги. Кількість жертв гуманітарної катастрофи може бути порівняною із кількістю прямих жертв від військових дій або від природних катаклізмів.

## Запобігання
Для запобігання переростання природної катастрофи або наслідків військових дій в гуманітарну катастрофу державна влада, міжнародні благодійні організації, а також держави світової спільноти, приймають ряд невідкладних заходів, таких як: доставка в постраждалі райони медикаментів, продуктів харчування та питної води; організація польових госпіталів; евакуація населення із зон лиха, в тому числі через відкриття «гуманітарних коридорів». Подібні заходи проводилися в багатьох країнах світу, наприклад, в 2003 році в Іраку (наслідки американського вторгнення до країни), в 2006 році в Індонезії і 2010 року на Гаїті (наслідки найбільших землетрусів).

## Наймасштабніші гуманітарні катастрофи
- Однією з найбільших гуманітарних катастроф у світі був Голодомор в Україні 1932—1933[1].

- Найбільшою у світі гуманітарною катастрофою техногенного характеру була аварія на Чорнобильській АЕС[2].

- Однією з найбільших гуманітарних катастроф сучасності є пияцтво в Росії[3].

## Країни та регіони, де зафіксовані гуманітарні катастрофи
- Судан (провінція Дарфур)
- Ірак
- Чечня
- Ліберія
- Зімбабве
- Гаїті
- Кенія
- Киргизстан